# Henrik Müller
Henrik Müller (* 1965 in Rinteln) ist ein deutscher Journalist, Autor und Wissenschaftler.

## Leben
Henrik Müller studierte Volkswirtschaftslehre an der Christian-Albrechts-Universität zu Kiel und promovierte bei Thomas Straubhaar an der Universität der Bundeswehr Hamburg (heute Helmut-Schmidt-Universität). An der Deutschen Journalisten-Schule München absolvierte er eine Ausbildung zum Redakteur. Erste Redaktionserfahrung sammelte er 1990/91 als Reporter im damals existierenden Redaktionsbüro der „Hamburger Morgenpost“ in Rostock. Es folgten Redakteurstätigkeiten beim „Deutschen Allgemeinen Sonntagsblatt“ und beim „Stern“. 2000 wechselte Müller zur Zeitschrift „manager magazin“, wo er 2004 zum Geschäftsführenden Redakteur und 2009 zum stellvertretenden Chefredakteur berufen wurde. Im Oktober 2013 übernahm er die neugeschaffene Professur für wirtschaftspolitischen Journalismus an der Technischen Universität Dortmund.

## Publizistische Schwerpunkte
Seit Mitte der 90er Jahre beschäftigt sich Müller immer wieder mit den Konsequenzen der währungspolitischen Integration Europas. Ein erstes Buch erschien hierzu 1997 „Kursbuch Euro“. 1999 folgten seine Dissertation „Wechselkurspolitik des Eurolandes“  sowie „Großmacht Euro“. 2002 arbeitete er als Koautor am „Handbuch Europäische Zentralbank“ mit, einem Wegweiser für EZB-Watcher. Mit den Folgen der Finanzkrise beschäftigt sich sein Werk „Sprengsatz Inflation“ aus dem Jahr 2010. 2012 legte er mit „Euro-Vision“ ein Zukunftskonzept für die Währungsunion vor (Shortlist des Deutschen Wirtschaftsbuchpreises). 2014 erschien ein Streitgespräch zwischen Müller und seinem Kollegen Walter Krämer als E-Book unter dem Titel „Hat der Euro noch eine Zukunft?“.
Darüber hinaus hat sich Müller mit einer Vielzahl weiterer wirtschaftspolitischer Themen auseinandergesetzt. In „Wirtschaftsirrtümer“ analysierte er 2004 gängige Fehlurteile in der Debatte über den Standort Deutschland und die Globalisierung. 2014 erschien mit „Wirtschaftsirrtümer – 50 Denkfehler, die uns Kopf und Kragen kosten“ ein weiteres Buch ähnlichen Titels, das insbesondere die Folgen der Finanzkrise für das ökonomische Denken und Handeln sezierte. 2006 veröffentlichte er eine Studie über den Zusammenhang von nationaler Identität und ökonomischer Prosperität „Wirtschaftsfaktor Patriotismus“, 2008 eine zukunftsgerichtete Untersuchung zum Zusammenwirken von Demographie, Globalisierung und Klimawandel „Die sieben Knappheiten“.
Heute schreibt Müller eine wöchentliche Kolumne bei „Spiegel Online“ („Müllers Memo“) sowie monatlich einen Essay in der gedruckten Ausgabe des „manager magazins“.

## Forschung und Lehre
Am Dortmunder Institut für Journalistik leitet Müller den Bachelor-Studiengang „Wirtschaftspolitischer Journalismus“ und den Master-Studiengang „Economics & Journalismus“.
Die Forschungsagenda seines Lehrstuhls legt einen Schwerpunkt auf die quantitative Analyse von ökonomischen Narrativen und ihre Bedeutung für die wirtschaftliche Entwicklung.

## Auszeichnungen
Für seine journalistische Arbeit erhielt Müller mehrere Journalistenpreise, darunter den Holtzbrinck-Preis (2002), den Medienpreis „Im Zentrum der Mensch“ (2004), den Vogel-Preis (2006) sowie den Helmut-Schmidt Journalistenpreis (2008).

## Publikationen
- Kurzschlusspolitik. Wie permanente Empörung unsere Demokratie zerstört . Piper, München 2020, ISBN 978-3-492-05966-4.
- Nationaltheater: Wie falsche Patrioten unseren Wohlstand bedrohen. Campus Verlag, Frankfurt am Main 2017, ISBN 978-3-593-50673-9.
- Wirtschaftsirrtümer: 50 Denkfehler, die uns Kopf und Kragen kosten. Campus Verlag, Frankfurt am Main 2014
- Euro-Vision. Warum ein Scheitern unserer Währung eine Katastrophe wäre. Campus Verlag, Frankfurt am Main 2012
- Sprengsatz Inflation. Können wir dem Staat noch trauen? Campus Verlag, Frankfurt am Main 2010
- Die sieben Knappheiten. Wie sie unsere Zukunft bedrohen und was wir ihnen entgegensetzen können. Campus Verlag, Frankfurt am Main 2008
- Wirtschaftsfaktor Patriotismus. Vaterlandsliebe in Zeiten der Globalisierung. Eichborn-Verlag, Campus Verlag, Frankfurt am Main 2006
- Wirtschaftsirrtümer. Richtigstellungen von Arbeitszeitverkürzung bis Zinspolitik. Campus Verlag, Frankfurt am Main 2004
- Handbuch Europäische Zentralbank. Beobachtung. Analyse. Prognose. Uhlenbruch Verlag, Bad Soden 2002 (mit K. Junius, U. Kater, C.-P. Meier)
- Wechselkurspolitik des Eurolands. Konfliktstoff für die neue währungspolitische Ära. Peter Lang Verlag, Frankfurt am Main 1999 (Diss.)
- Großmacht Euro. Sprengsatz für die Weltwirtschaft? Dietz Verlag, Bonn 1999
- Kursbuch Euro. Die neue Währung in der Praxis. Fischer Taschenbuch Verlag, Frankfurt am Main 1997